# Triphysaria versicolor
Triphysaria versicolor là loài thực vật có hoa thuộc họ Cỏ chổi. Loài này được Fisch. & C.A. Mey. miêu tả khoa học đầu tiên năm 1836.